# London City Soccer Club
Le London City Soccer Club est un club de soccer canadien basé à London. Le club évolue en Ligue canadienne de soccer, le troisième niveau du soccer au Canada après la Major League Soccer et la Première division USL.

## Palmarès
- Coupe du Canada: Vainqueurs:1 (2003) et vice-champion:1 (2005)